# Tipula (Vestiplex) vaillanti
Tipula (Vestiplex) vaillanti is een tweevleugelige uit de familie langpootmuggen (Tipulidae). De soort komt voor in het Palearctisch gebied.